# جسیکا پلات
جسیکا پلات (به انگلیسی: Jessica Platt) (زاده ۸ مهٔ ۱۹۸۹) بازیکن هاکی روی یخ کانادایی است.
او یک زن ترنس است.